# 박일문

박일문(朴日文, 1959년~2024년 1월 16일)은 대한민국의 작가, 시인, 소설가로 1984년 이후 겨레출판사와 만해사상연구소, 민중불교연구원에서 활동해왔다. 박일문은 필명이며 본명은 박인수이다.

## 이력
상주와 대구에서 어린 시절을 보냈다. 
연세대학교 인문대학 철학과, 영남대학교 법정대학 법학과를 졸업하고 
경북대학교 대학원에서 윤리철학을 전공했다. 
학생운동과 통일운동, 출판운동을 하다가 화엄사, 해인사, 범어사, 문빈정사 등에서 승려 생활을 거쳐 1992년 『살아남은 자의 슬픔』으로 오늘의 작가상을 수상했다.
『살아남은 자의 슬픔』은 1980년대 운동권의 상처와 꿈과 열정에 관한 얘기다. 3년 만에 출간한 신작장편 『아직 사랑할 시간은 남았다』 은 1990년대 들어 방황하고 있는 운동권 사람들의 상실과 반성의 기록이다.
- 1992년 매일신문 신춘 문예 소설 <왕비를 아십니까> 당선,
- 1992년 장편 소설 <살아남은 자의 슬픔>(민음사)로 오늘의 작가상 (민음사),
- 2000년 경인일보 신춘문예 시 당선,
- 1983년 시집 <병영일기>(흐름사)를 출간했다.
- 1984년 <무장한 예언자> 번역
- 1987년 <식민지 반자본주의론>(겨레)
- 1988년 <민족해방 철학>(겨레)
- 1989년 <자주화운동론>을 출간했다.
- 1992년 장편 소설 <살아남은 자의 슬픔>(민음사)출간 + 원작 드라마화
- 1993년 시집 <살아남은 자의 슬픔>(창과 창)
- 1995년 장편소설 <아직 사랑할 시간은 남았다>(1,2 민음사)
- 1996년 <장미와 자는 >(문학수첩)
- 1996년 시집 <함께 보낸 날들>(깊은 샘)
- 1997년 장편소설 <적멸>(민음사),
- 1998년-2002년 대학로에서 통일학교를 운영,
- 1999년 장편소설 <달은 도둑놈이다>(민음사)
- 2000년 장편소설 <도망쳐>
- 2000년 수필집 <고향>(실천문학사) 등을 출간했다.
- 1992년 『살아남은 자의 슬픔』으로 오늘의 작가상을 수상했다.

## 논란
1992년 8월 소설가 장정일은 「문학정신」(열음사간)7·8월 합병호에 발표된 글 「베끼기의 세가지 층위」에서 박일문의 소설 <살아남은 자의 슬픔>에 대해 무라카미 하루키의  <노르웨이 숲>을 표절했다고 문제제기했다. 이에 대해 박일문은 장정일과 잡지발행인 김수경을 출판물에 의한 명예훼손혐의로 고소하여 논란이 되었다.
1999년 4월 함께 술을 마시고 만취한 여대생을 성폭행하고, 이후 수차례 혼인을 빙자해 간음한 혐의(준강간·혼인빙자간음 등)로 불구속 기소돼 2003년 7월11일 형이 확정되었다. 도피 중 2006년 9월 13일 붙잡혀 수감되었다.